# Pancho Sierra
Francisco Pancho Sierra (Salto; 21 de abril de 1831 - Salto; 4 de diciembre de 1891) fue un curandero argentino.

## Biografía
Pancho Sierra es un personaje de la tradición oral y literaria argentina. Fue el sexto hijo del primer matrimonio del español Francisco Sierra con Raimunda Ulloa. Sus hermanos eran Enrique, Adolfo, Justo, Toribia y Carlota. Al fallecer doña Raimunda Ulloa, Francisco contrajo nuevas nupcias con Raimunda Báez y entre ambos tuvieron otros seis hijos: Pedro, Severo, Estaquillo, Raimundo, Pastora y Serapia.
Pancho Sierra nació en la estancia San Francisco, de su padre. Cursó la escuela primaria en Salto, para luego ir a la ciudad de Buenos Aires a seguir sus estudios en el colegio de Rufino Sánchez y así inicia su adolescencia entre Salto y Buenos Aires. Terminó el secundario e ingresó en la Facultad de Medicina de la Universidad de Buenos Aires.
En esa época se enamoró de su prima hermana Nemesia Sierra, pero sus respectivos padres interrumpieron el romance. Pancho abandonó sus estudios en Buenos Aires y se aisló en la estancia San Francisco de la familia Sierra Ulloa, en Rancagua (Partido de Pergamino). En esa desaparición social ocurrió un cambio que sorprendería a todos, retornó reflexivo, abstraído e interesado en los males de los semejantes.
Después de estar en Rojas, se instaló definitivamente en la estancia "El Porvenir", en Las Carabelas (Provincia de Buenos Aires), asumiendo el papel de confesor, hombre de fe y médico.
Pronto surgió la fama acerca de sus dotes sobrenaturales, multiplicándose más allá de los límites del país. Lugar de peregrinos, la estancia era frecuentada por personas de todas las clases sociales.
En 1890, Pancho Sierra se casó con Leonor Fernández, de 16 años, sobrina segunda, en la iglesia "San Francisco de Asís" de Rojas.
Murió al año siguiente -año muy caluroso, con polvaredas que afectaban el tránsito y arrinconaban a los animales junto a los alambrados de los campos, asfixiándolos en muchos casos-, a las 19:10 del 4 de diciembre de 1891. Un mes antes del deceso predicho por él mismo, dio finalizada la misión que se había impuesto. No pudo conocer a su única hija, Laura Pía, nacida siete meses más tarde.
Sus exequias fueron destacadas, en esos años, por la cantidad de personas que acompañaron al féretro hasta el Cementerio de Salto y por el grupo de ciudadanos de renombre nacional que pronunciaron emotivas palabras.

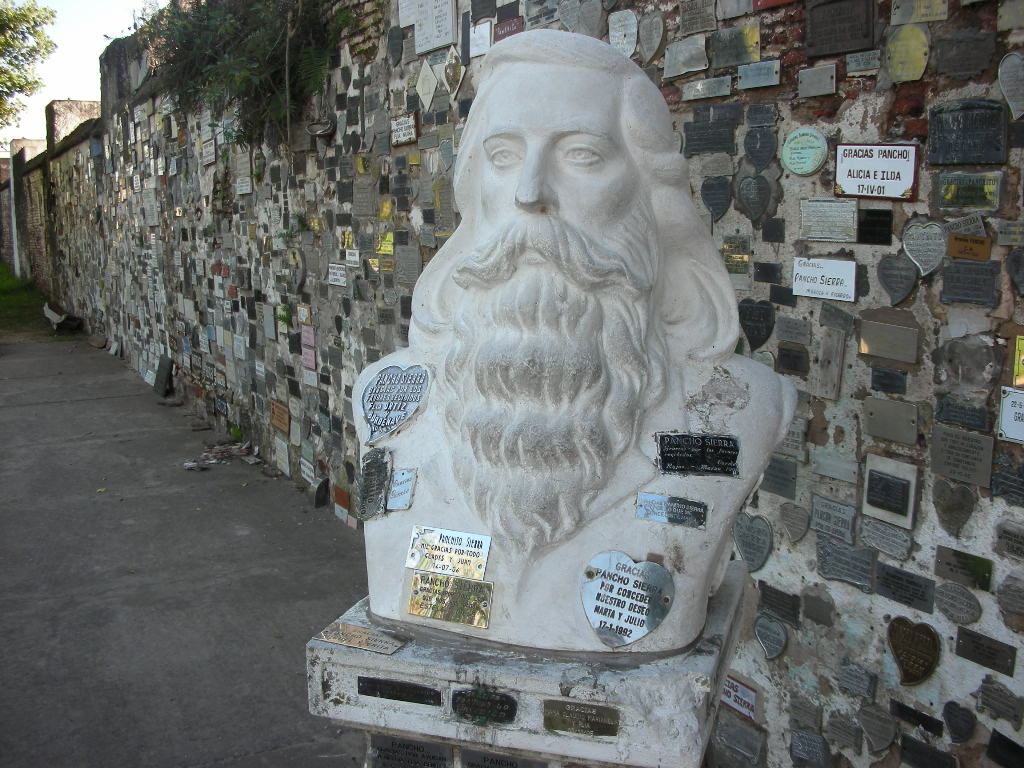
Busto de Pancho Sierra, ubicado en el frente lateral del Cementerio de Salto.

En el siglo XXI es uno más de los referentes mitológicos de la cultura rural de las provincias pampeanas.

## En el cine
Pancho Sierra aparece en una escena importante de la película argentina La Madre María (1974).